# Ismene
|  | Per a altres significats, vegeu «Ismene (filla de l'Asop)». |

En la mitologia grega, Ismene (Ἰσμήνη) és una filla del matrimoni incestuós d'Èdip i Jocasta i germana per tant d'Etèocles, Polinices i Antígona.
Quan Èdip va abdicar el tron de Tebes aclaparat per la seva tragèdia, els seus dos fills mascles van decidir compartir el reialme, alternant-se en el poder cada any. Èdip els va maleir pel tracte denigrant que li havien donat, però els germans van ignorar les seves advertències i van confiar en la bona fe recíproca.
Però quan el primer any del regnat d'Etèocles va arribar a la seva fi, aquest es va negar a traspassar el poder al seu germà. Polinices va reunir un grup de poderosos aliats i va intentar recuperar el tron per la força mitjançant el setge que es coneix com la guerra dels set Cabdills contra Tebes. En la lluita fratricida que va seguir van morir nombrosos herois tebans, com Atis, el promès d'Ismene des de la infància i que va ser mort per Tideu.
Intentant posar fi a la contesa, Etèocles i Polinices es van enfrontar en lluita singular, i van acabar traspassant mútuament amb l'espasa, cosa que va facilitar que el seu oncle Creont es proclamés nou rei de la ciutat.
Una de les primeres accions del tirà va ser declarar traïdor Polinices i prohibir, sota pena de mort, que el seu cos rebés la deguda sepultura. Però Antígona va desafiar aquest decret i va sortir de la ciutat per incinerar el seu germà. Per aquest crim, i per eliminar de pas un membre de la família perillós en potència, Creont va ordenar que Antígona fos enterrada viva en la mateixa tomba de Polinices, ignorant els precs del seu fill Hemó, que era amant de la condemnada.
Davant aquesta aberració, Ismene va declarar que havia ajudat la seva germana i que per tant mereixia la mateixa sort, tot i que realment n'havia estat al marge.
Finalment els déus, a través de l'endeví Tirèsias, van fer saber a Creont la seva desaprovació de sengles condemnes, de manera que el tirà va canviar d'actitud i va enterrar ell mateix el cadàver de Polinices. Però ja era massa tard per a Antígona, que s'havia penjat per evitar ser enterrada viva. Hemó, destrossat per la colossal tragèdia, es va suïcidar després als peus de la seva estimada Antígona. També es va suïcidar Eurídice, l'esposa de Creont i mare d'Hemó, quan es va assabentar de la mort del seu fill.
Ismene intentà refer la seva vida amb el seu amant Teoclimen, però Tideu la va matar instigat per Atena.